# Анхела Руїс
Анхела Руїс (28 липня 2006 , Сальтільйо ) — мексиканська лучниця, бронзова призерка Олімпійських ігор 2024 року.

## Виступи на Олімпіадах
| Олімпіада  | Дисципліна             | Місце |
| ---------- | ---------------------- | ----- |
| Париж 2024 | індивідуальна першість | 33    |
| Париж 2024 | командна першість      | 3     |

## Зовнішні посилання
- Анхела Руїс на сайті World Archery (англійська)
- Анхела Руїс на сайті Olympics.com (англійська)